# Sistema giusto sil·làbic
El sistema giusto sil·làbic és un mecanisme de distribució temporal dels ritmes cantats basat en el text que serveix per analitzar melodies cantades. Va ser proposat per l'etnomusicòleg Constantin Brăiloiu per estudiar cançons populars romaneses.
Ha sigut estudiat pel professor i etnomusicòleg català Jaume Aiats, que l'ha aplicat a la música tradicional catalana i mediterrània.